# キャラクターテノール
キャラクターテノール
多くのオペラ、オペレッタにおいて、主役はテノール歌手とソプラノ歌手が務めるが、この場合のテノールとはリリコやドラマティコといった2枚目テノールのことを指す。キャラクターテノールとは主に脇役であり、中でもキャラクターの特殊な役柄を演じるテノール歌手のことである。
どのような役柄がそれに当たるかというと、召使や廷臣、奴隷や身体障害者、時には女性（主に老女や乳母）など、異彩を放つキャラクターやコミカルなキャラクターがそれである。